# 郭永林
郭永林（1955年2月12日—），辽宁大连人，中国男子篮球运动员，有“神投手”之称，曾随队参加1984年夏季奥运会男子篮球比赛，最终队伍获得第10名。

## 外部連結
- 郭永林在fiba.basketball（英语）
- 郭永林在RealGM（英语）
- 郭永林在Proballers（英语）
- 郭永林在Olympedia（英语）